# كأس السوبر الكويتي 2022
كأس السوبر الكويتي 2022 هي مُبارة بين بطل الدوري نادي الكويت وبطل كأس الأمير نادي كاظمة. حيث فاز نادي الكويت بنتيجة 2-1 على ملعب جابر الأحمد الدولي. وبهذه النتيجة، تعادل نادي الكويت مع القادسية في عدد مرات نيل اللقب كأكثر الأندية تحقيقا له (6 ألقاب لكل منهما).

## المباراة
افتتح المهاجم الدولي التونسي طه ياسين الخنيسي سِجل التهديف مبكرًا لصالح نادي الكويت، من ضربة جزاء، نفذها على يمين الحارس في الدقيقة الخامسة. ولم يتأخر الرد من كاظمة، الذي نجح في إدراك التعادل عند الدقيقة 11 عبر لاعب الوسط المهاجم عمر الحبيتر. وفي ظل اتجاه المباراة إلى ركلات الترجيح، خطف لاع الوسط المغربي المهدي برحمة هدف الانتصار للكويت في الدقيقة 89.
| نادي الكويت                                      | 2–1   | نادي كاظمة        |
| ------------------------------------------------ | ----- | ----------------- |
| - طه ياسين الخنيسي 5' (ركلة.) - المهدي برحمة 89' | تقرير | - عمر الحبيتر 12' |

## البطل
| كأس السوبر الكويتي 2022  |
| ------------------------ |
| نادي الكويت اللقب السادس |
| Logo                     |